# Campylanthus parviflorus
Campylanthus parviflorus är en grobladsväxtart som beskrevs av M. Hjertson och A. G. Miller. Campylanthus parviflorus ingår i släktet Campylanthus och familjen grobladsväxter. Inga underarter finns listade i Catalogue of Life.